# Сельское поселение Заболотьевское
Сельское поселение Заболотьевское — упразднённое муниципальное образование (сельское поселение) в Раменском муниципальном районе Московской области России.
Административный центр — село Новое.

## История
Образовано 1 января 2006 года законом Московской области от 25 февраля 2005 года № 55/2005-ОЗ «О статусе и границах Раменского муниципального района и вновь образованных в его составе муниципальных образований».

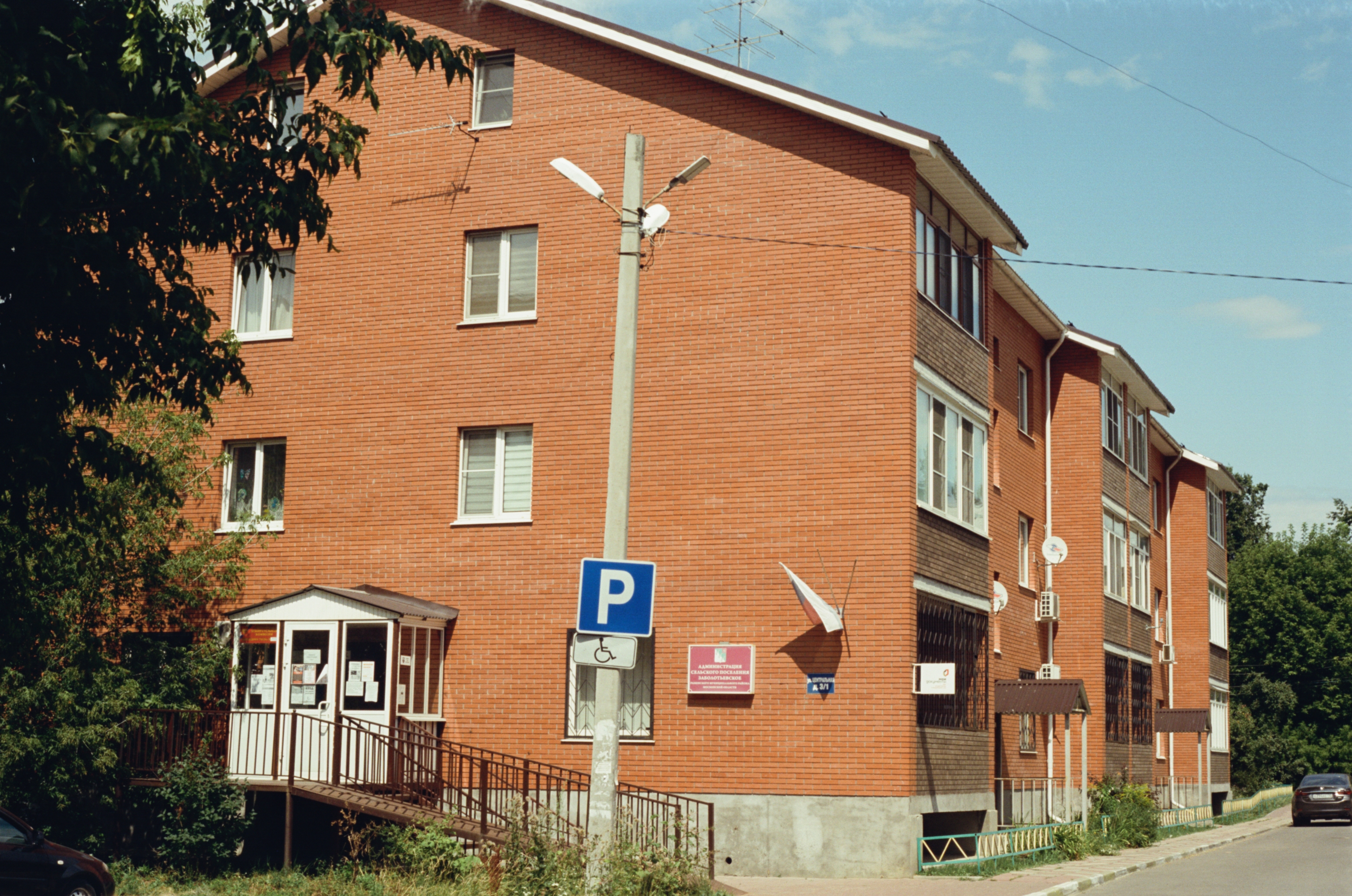
Администрация Заболотьевского поселения в посёлке совхоза Раменское

4 мая 2019 года Раменский муниципальный район был упразднён, а все входившие в него городские и сельские поселения объединены в новое единое муниципальное образование — Раменский городской округ. По информации официального сайта Архивная копия от 2 апреля 2015 на Wayback Machine сельского поселения, на 14.08.2019 еще не упразднено и действует. По официальной информации упразднение будет после сентябрьских выборов.

## География
Общая площадь — 26,12 км². Муниципальное образование находится в центральной части Раменского района, и граничило:
- с городским поселением Раменское (на севере)
- с городским округом Жуковский (на западе)
- с сельским поселением Софьинское (на юге)
- с сельским поселением Кузнецовское (на востоке)

Юго-западная граница сельского поселения проходила по Москва-реке, а значительная часть территории поселения находилась в её пойме, достигающей в так называемом «гжельском расширье» в районе села Малахово ширины 7—8 км. Другие реки на территории поселения — приток Москва-реки Гжелка, её приток Хрипанька и приток последней Чернавка.

## Население
| 2007    | 2008    | 2009    | 2010    | 2011    | 2012    | 2013    | 2014    |
| ------- | ------- | ------- | ------- | ------- | ------- | ------- | ------- |
| 9147    | ↗9189   | ↗9293   | ↗10 258 | ↗10 555 | →10 555 | ↗10 624 | ↗10 757 |
| 2015    | 2016    | 2017    | 2018    | 2019    |         |         |         |
| ↗10 939 | ↗11 186 | ↗11 229 | ↗11 336 | ↘11 309 |         |         |         |

## Геологические особенности
Дочетвертичные отложения представлены преимущественно келловейским и оксфордским ярусами юрской системы. В районе деревни Белозериха имеются более поздние отложения волжского яруса юрской системы и берриасского яруса меловой системы с выходами фосфоритов.
Современные отложения носят преимущественно аллювиальный характер.

## Животный мир
Территория сельского поселения относится к Раменскому охотничьему хозяйству. Встречаются такие виды животных как лиса, заяц-русак, серая куропатка и водоплавающая дичь.

## Экологическая ситуация
На территории поселения находится 1 потенциально опасная свалка. В связи с промышленным характером северной части поселения значительно загрязнение атмосферного воздуха, в первую очередь, оксидом углерода и углеводородами. Воды рек попадают на территорию поселения уже в значительной степени загрязнёнными, в первую очередь, взвешенными веществами. Река Чернавка фактически не существует в качестве постоянного водного потока уже в своём среднем течении на территории города Раменское. На территории Заболотьевского сельского поселения Чернавка и Хрипанька представляют собой канавы, несущие в Гжелку и Москва-реку канализационные стоки. Созданная за счёт нижнего течения Чернавки и Хрипаньки система полей аэрации общей площадью 16 км², в значительной степени покрывающая территорию поселения, является техногенной аномалией с опасным уровнем загрязнения.

## Состав сельского поселения
| № | Населённый пункт    | Тип населённого пункта       | Население |
| - | ------------------- | ---------------------------- | --------- |
| 1 | Белозериха          | деревня                      | ↗44       |
| 2 | Заболотье           | деревня                      | ↗1205     |
| 3 | Захариха            | деревня                      | ↘96       |
| 4 | Клишева             | деревня                      | ↗1515     |
| 5 | Малахово            | село                         | ↘99       |
| 6 | Новое               | село, административный центр | ↗2337     |
| 7 | Первомайка          | деревня                      | ↗678      |
| 8 | Рыбаки              | деревня                      | ↗287      |
| 9 | Совхоза «Раменское» | посёлок                      | ↗4003     |

Крупнейший населённый пункт поселения — посёлок совхоза «Раменское».
Фактически, населённые пункты поселения сгруппированы в 3 куста:
- примыкающие к городскому поселению Раменское с юго-запада: Новое, Заболотье, Первомайка.
- примыкающие к городскому поселению Раменское с юго-востока: Клишева, посёлок совхоза «Раменское».
- находящиеся к югу от Гжелки: Белозериха, Захариха, Малахово, Рыбаки.

## Топонимика
Белозериха — получила своё название от озера Белое, возле которого возникла
Улицы Белозерихи:
- территория КИЗ Рубеж
- Новостройка
- Огороды
- территория СНТ Газовик
- территория СНТ Ранет
- территория СНТ Сосны
- Центральная{

Заболотье — получила название от некогда непроходимых лесных болот, окружавших деревню и переходивших в пойму Москва-реки
Улицы Заболотья:
- Клубная
- Ленинская
- Новая
- Новостройка
- Огороды
- Песчаная
- Производственная
- Прудовая
- территория СНТ Первомайка — по названию близлежащей деревни
- Советская
- Спец СМУ — по строительно-монтажному управлению № 17
- СПТУ-3
- СПТУ-93
- Ульяновская
- Фрегатная
- Центральная

Захариха
Улицы Захарихи:
- Дачная
- Новостройка
- Огороды
- Старомосковская
- Центральная

Клишева — согласно народному преданию, название связано с ключами
Улицы Клишевы:
- 8 Марта
- Весенняя
- Восточная
- Ипподромная
- Красная
- Майская
- Медовая
- Молодёжная
- Огородная
- Озерная
- Октябрьская
- Октябрьский переулок
- Центральная
- Школьная
- Южная

Малахово
Улицы Малахова:
- Огороды
- Речная
- Трудовая
- Центральная

Новое
Улицы Нового:
- проезд Горького
- Горького
- тупик Жуковского
- Жуковского
- Зелёная
- Зелёный тупик
- Карла Маркса
- КИЗ УЮТ
- Комсомольская
- Ленинская
- Луговая 1-я
- Луговая 2-я
- Маяковского
- Москворецкая
- Москворецкий тупик
- Новая
- Новосельская
- Новосельский тупик
- Новостройка
- Первомайский тупик
- ПМК-17 — названа по передвижной механизированной колонне мелиорации № 17, для работников которой и была построена
- Пушкина
- Раменская
- Садовая
- территория СНТ Малинки
- территория СНТ Ольховка-2
- Советская
- Солнечная
- Сосновый Бор
- Спец СМУ — по строительно-монтажному управлению № 17
- Усадьба СПЕЦ СМУ — по строительно-монтажному управлению № 17
- Уютная — по КИЗ «Уют»
- Центральная
- Чкалова
- Школьная

Первомайка — названа по колхозу «1 Мая», созданному в 1928—1930 гг. переселенцами из затапливаемой деревни Вертячево, основавшими деревню Первомайка.
Улицы Первомайки:
- Восточная
- Дачи Викторова
- Клубная
- Московская
- Новая
- Новостройка
- Новый переулок
- Новый тупик
- Огородная
- Озерная
- Озерный переулок
- Октябрьская
- Полевая
- Садовый переулок
- территория СНТ Весна
- территория СНТ Ольховка
- Совхозный дом — по 3-му отделению совхоза «Раменское»
- Сосновый Бор
- Хрипанская
- Центральная
- Школьная
- Юбилейная

Рыбаки
Улицы Рыбаков:
- Горная
- Заречная
- Москворецкая
- Огороды
- Радонежская
- Садовая
- Центральная

Посёлок совхоза «Раменское» — назван по совхозу, для работников которого был построен. Совхоз получил это название в 1939 году как центральное хозяйство Раменского района.
Улицы посёлка совхоза «Раменское»:
- Беговая — по Раменскому республиканскому ипподрому
- Луговая
- Поселковая
- Производственная
- Садовая
- территория СНТ Моторвагонник — по моторвагонному депо ТЧ-7 «Раменское»
- Солнечная
- Спортивный проезд — по спортивному комплексу «Будущее Подмосковья»
- Центральная
- Школьная — по Клишевской школе № 12
- Шоссейная — является частью трассы Жуковский — Бронницы и автодороги А102

## Экономика
Территория сельского поселения входит в центральную промышленную зону Раменского района. Крупнейшие предприятия на территории поселения — сельскохозяйственные (ЗАО «Племзавод Раменское», ООО «Теплицы Раменские» — посёлок совхоза «Раменское») и пищевой промышленности (ООО «Миксма», ООО «Доширак Коя» — посёлок совхоза «Раменское»). Другие отрасли хозяйства представлены предприятиями лёгкой промышленности ЗАО «Новые окна-Аттик» (Первомайка), ООО «АБС-Строй» и ОАО «Фрегат» (оба — Заболотье), ОАО «ПМК-17» (Новое).

## Медицина
Учреждениями системы здравоохранения охвачены все кусты сельского поселения:
- Новосельская амбулатория[23] при Раменской центральной районное больнице в селе Новое
- Совхозная участковая больница[24] в посёлке совхоза «Раменское»
- Белозерский фельдшерско-акушерский пункт[25] при Совхозной участковой больнице в деревне Рыбаки

Кроме того, в посёлке совхоза «Раменское» действует аптека «Айболит» ОАО «Фармакон»

## Образование
На территории сельского поселения находятся учреждения
дошкольного образования:
- Детский сад № 33[27] — в посёлке совхоза «Раменское»
- Детский сад № 39 комбинированного типа[28] — в селе Новое
- Детский сад № 78 с осуществлением физического и психического развития, коррекции и оздоровления всех воспитанников[29] — в посёлке совхоза «Раменское»

среднего образования:
- Новосельская основная[30] общеобразовательная школа[31] — в селе Новое
- Клишевская средняя общеобразовательная школа № 12[32] — в деревне Клишева

начального профессионального образования:
- Раменский дорожно-строительный техникум — профессиональное училище № 93[33] — в деревне Заболотье

## Спорт
Крупнейшим спортивным комплексом на территории поселения является «Будущее Подмосковья» в посёлке совхоза «Раменское». К территории сельского поселения непосредственно примыкает находящийся в городском поселении Раменское Раменский республиканский ипподром.
Поля к югу от Клишевы используются любителями кайтинга.

## Транспорт
Железнодорожный транспорт на территории поселения не представлен, однако жители активно пользуются близлежащими остановочными пунктами на территории городского поселения Раменское — Фабричная, Раменское и Платформа 47 км.
Действуют автобусные маршруты:
- 2 Платформа Фабричная — Совхоз (остановки на территории сельского поселения: Ипподром, ул.1-я Красная, д. Клишева, Школа — в деревне Клишева; Жилпоселок, С/х. Раменское — в посёлке совхоза «Раменское»)
- 8 Холодово — Совхоз (маршрут на территории сельского поселения совпадает с маршрутом № 2)
- 25 Платформа Фабричная — Марково (кроме общих с маршрутами № 2,8 на территории сельского поселения остановки: Малахово — в селе Малахово; Рыбаки — в деревне Рыбаки; Белозериха, Белозериха 2, С/т. Сосны, С/т. Пресс, С/т. Газовик — в деревне Белозериха)
- 34 Ул. Лацкова — Новое село (остановки на территории сельского поселения: ул. Зелёная, Новое село — на территории села Новое).
- 49 Платформа Фабричная — Заболотье (кроме общих с маршрутом № 34 остановки на территории сельского поселения: ПМК-17 — на территории села Новое; Советская ул., Заболотье — на территории деревни Заболотье).
- 69 Платформа Фабричная — Первомайка (завод «Аттик»)
- 74 Заболотье (СПТУ-93) — Платформа 47 км[35]

Маршруты № 2, 8, 25, 49 обслуживаются Раменским ПАТП. Маршрут № 34 обслуживается жуковской автоколонной «Мострансавто». Маршрут № 69 обслуживается ООО «Альфа-Мобил». Маршрут № 74 обслуживается ООО «Грант-Авто».

## Заслуженные люди поселения
- Бабайцева, Мария Александровна (1905—1999) — герой Социалистического Труда, трудилась в совхозе «Раменское»
- Бутенин, Семён Иванович (1914—1973) — герой Советского Союза, родился в селе Ново-Рождественно
- Круглова, Клавдия Егоровна (1908—1986) — герой Социалистического Труда, родилась в деревне Клишева, трудилась в совхозе «Раменское»
- Мельников, Фёдор Николаевич (1885—1938) — революционер, родился в деревне Рыбаки
- Саланова, Анна Ивановна (1916—1997) — герой Социалистического Труда, трудилась в совхозе «Раменское»

## Достопримечательности
- Церковь Димитрия Селунского с колокольней (1829 г.) в селе Малахово
- Церковь Усекновения Главы Иоанна Предтечи (2002 г.) в Новом селе
- Обелиск в память о земляках, погибших в годы Великой Отечественной войны в деревне Клишева, при котором возводится (2012 г.) часовня